# Kazuki Sato (fodboldspiller, født 1974)
 For alternative betydninger, se Kazuki Sato. (Se også artikler, som begynder med Kazuki Sato)
Kazuki Sato (født 27. juni 1974) er en tidligere japansk fodboldspiller.
Han har spillet for flere forskellige klubber i sin karriere, herunder Yokohama Flügels og Yokohama F. Marinos.